# Silpha capicola
Silpha capicola es una especie de escarabajo carroñero del género Silpha, categorizada en la tribu Silphini, de la subfamilia Silphinae. Fue descrita por Péringuey en 1888.

## Distribución
Se distribuye por África: Sudáfrica.